# 五戸力
五戸 力（ごのへ ちから、男性、1981年10月11日 - ）は、日本のソングライター・編曲家。千葉県出身。エイベックス・マネジメント所属。

## 略歴
高校時代ギターに興味を持ち、その後清水武仁、樋口直彦に師事。
ギタリストとしてインディーズのフィールドで数多くのステージを経験、
ステージ上でのテクニカルかつメロディアスなギタープレイからプレイヤーとしてだけではなく
作曲家としての可能性を見出され作曲活動を開始。
普遍的で懐かしさと優しさが溢れるメロディラインには定評があり、
「多くの人の心に残るPOPS」を第一に考え制作活動を続けている。
現在は、作曲家・ギターリストの他にアーティスト育成等、後人の指導も行っている。

## 主な提供楽曲
- AKB48
  - 「あの頃のスニーカー」

- SKE48
  - 「僕らの風」
  - 「パレオはエメラルド」
  - 「私の歩き方」

- NMB48
  - 「オーマイガー!」

- Not yet
  - 「ひらひら」
  - 「風車が見える街」

- 長瀬実夕
  - 「Miraculous Night」

- 白石涼子
  - 「逢いたいシ・ル・シ」

- 中川あゆみ
  - 「事実 〜12歳で私が決めたコト〜」
  - 「ありがとうに包まれて」
  - 「大人を見て思うこと」

- SECRET GUYZ
  - 「ラメラメラ★薔薇」

- AAA
  - 「HANDs」

- VA
  - 「ERASE」

- 島谷ひとみ
  - 「一気満開」

- X21
  - 「ハッピーアプリ」

- SUPER☆GiRLS
  - 「イッチャって♪ ヤッチャって♪」
  - 「太陽の雫」
  - 「明日を信じてみたいって思えるよ」

- まこみな
  - 「じゃんじゃじゃーんダンス」

- Dream5
  - 「宝物」

- Do As Infinity 
  - 「もうひとりの僕へ」